# Krauthausen (Aken)
Krauthausen is een buurtschap in het stadsdeel Brand van de Duitse stad Aken.

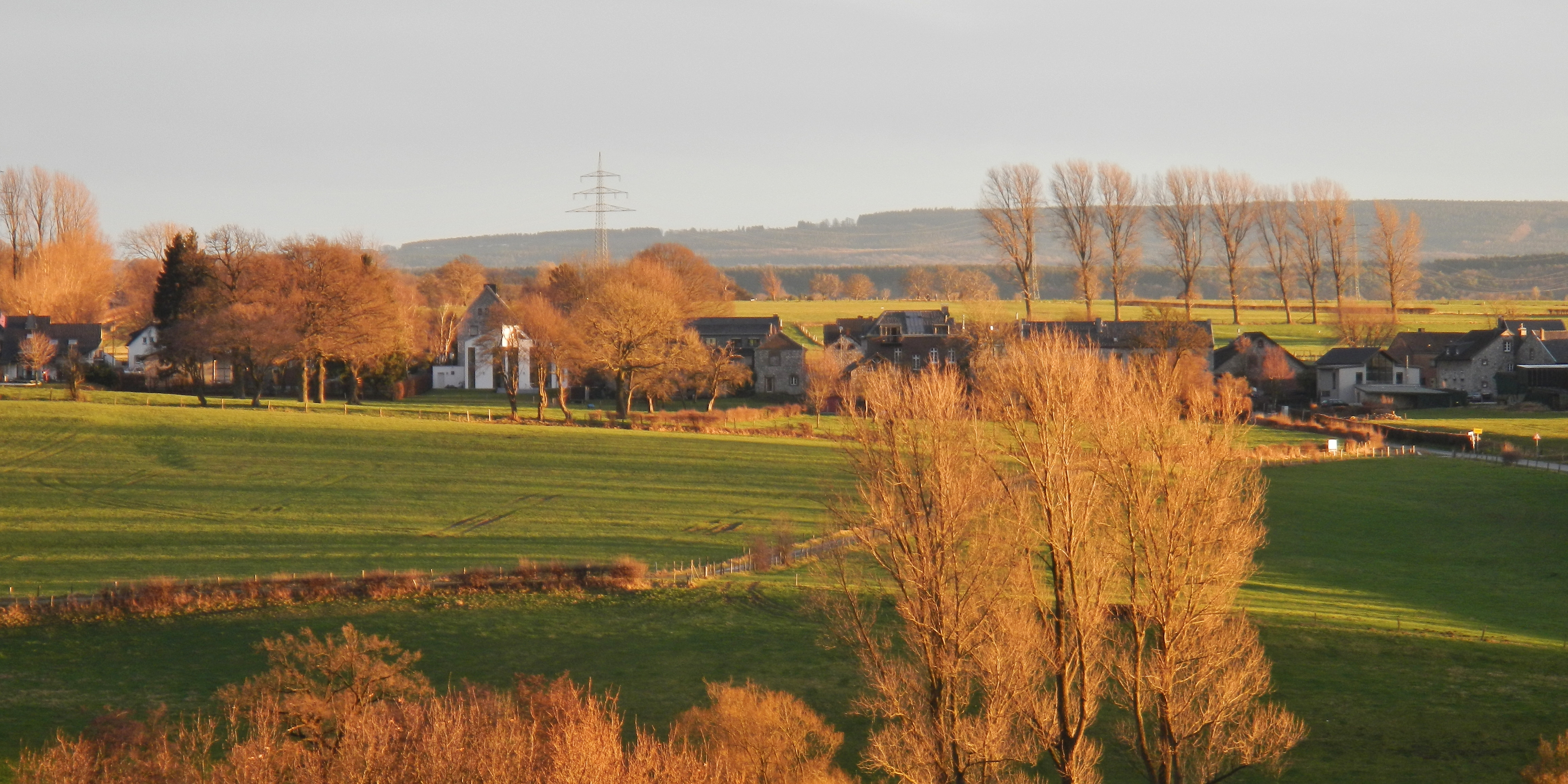
Zicht op Krauthausen en de Eifel

Tot 1972 behoorde Krauthausen tot de gemeente Brand, om dan, tezamen met die gemeente, toegevoegd te worden aan de fusiegemeente Aken.
De plaats kenmerkt zich door de vele huizen in blauwe hardsteen. In de nabijheid is een steengroeve te vinden. Westelijk van Krauthausen loopt de Inde. De hoogte bedraagt ongeveer 245 meter.

## Nabijgelegen kernen
Dorff, Kornelimünster, Brand